# بوريس بابوشكين
بوريس بابوشكين Boris Babochkin (1904 – 1975) هو ممثل ومخرج سينمائي ومسرحي روسي شهير. كان أحد أول من اشتهر من نجوم السينما السوفيتية. أشهر ادواره في فيلم Chapaev عام 1934.

## روابط خارجية
- بوريس بابوشكين على موقع IMDb (الإنجليزية)
- بوريس بابوشكين على موقع أول موفي (الإنجليزية)
- بوريس بابوشكين على موقع قاعدة بيانات الأفلام السويدية (السويدية)
- بوريس بابوشكين على موقع قاعدة بيانات الفيلم (الإنجليزية)
- بوريس بابوشكين على موقع كينوبويسك (الروسية)